# Claude Fischler

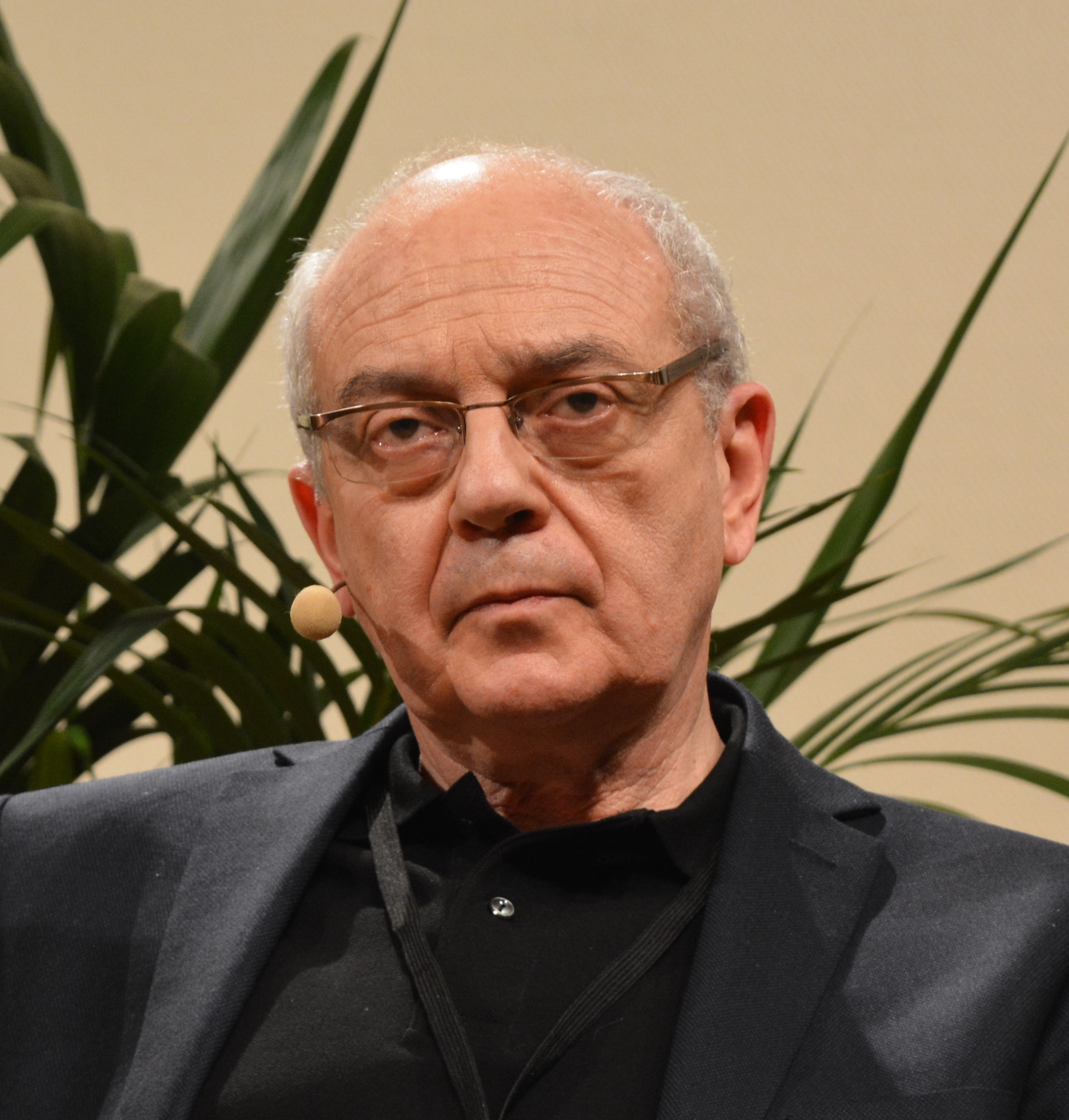
Claude Fischler

Claude Fischler es un sociólogo francés estudiando la antropología de la alimentación humana.

### Libros
- Le Retour des astrologues. Diagnostic sociologique, París, Club de l'Obs, 1971.
- La Croyance astrologique moderne : Diagnostic sociologique, con Edgar Morin y al., Lausana, L'Age d'homme, 1981.
- La Damnation de Fos, avec Bernard Paillard, Paris, Le Seuil, 1981.
- L'Homme et la Table, Paris, École des Hautes Études en Sciences Sociales, 1990.
- L'Homnivore, Paris, Odile Jacob, 1990.
- Du Vin,  Paris, Odile Jacob, 1999.
- Manger. Français, Européens et Américains face à l'alimentation, con Estelle Masson, Paris, Odile Jacob, 2008.

- Datos: Q2381525
- Multimedia: Claude Fischler / Q2381525